# Coll de les Obagues (Godall)
El Coll de les Obagues és una muntanya de 246 metres que es troba a la Serra de Godall, dins del terme municipal de Godall, a la comarca del Montsià.